# Live at the Greek Theater 2019
Live at the Greek Theater 2019 ist das 37. Album, beziehungsweise das zwölfte Livealbum von Ringo Starr nach der Trennung der Beatles. Es wurde am 25. November 2022 veröffentlicht.

## Entstehungsgeschichte
Vor dem Erscheinen des Studioalbums What’s My Name im November 2019 begab sich Ringo Starr vom 21. März bis zum 1. September 2019 auf eine Nordamerika- und Japan-Tournee und gab mit der Fourteenth All-Starr-Band 29 Konzerte. Es war die 30th Anniversary Tour. Während des letzten Songs With a Little Help from My Friends lud Starr Wally Palmar, Richard Page, Edgar Winter, Eric Carmen, Joe Walsh, Jim Keltner, Nils Lofgren auf die Bühne ein, um zu singen. Am 1. September 2019 wurde das Konzert im Greek Theatre in Los Angeles aufgezeichnet und als erstes Ringo-Starr-Album von dem BFD-Label drei Jahre später veröffentlicht.
Nach Live at the Greek Theatre 2008, ist Live at the Greek Theater 2019 das zweite Livealbum von der All-Starr-Band, das im Greek Theatre aufgenommen wurde. Während das erste Livealbum die Schreibweise Theatre im Titel verwendet, wird beim zweiten Album Theater verwendet.
Im Gegensatz zur vorhergehenden Livealben befindet sich das komplette Liveset auf der Doppel-CD. Zwölf der 24 Lieder der CD wurden von Ringo Starr gesungen.

## Titelliste

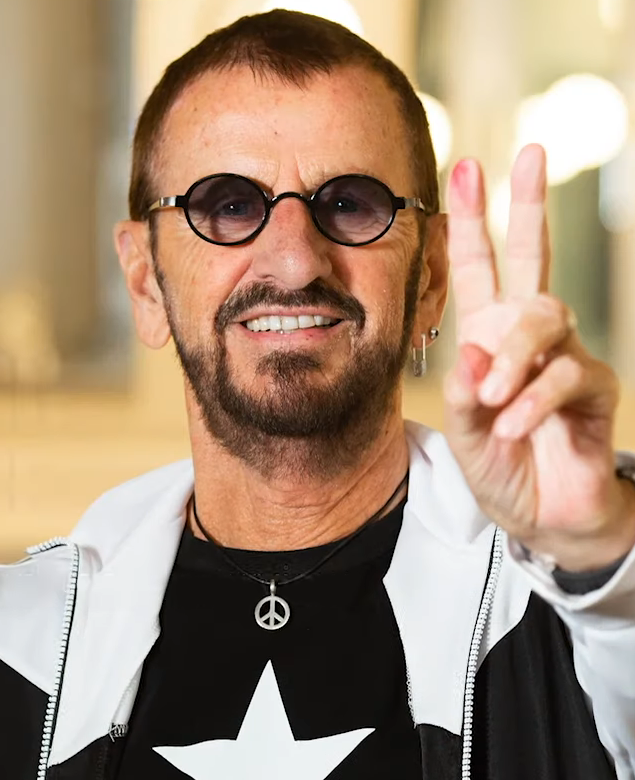
Ringo Starr, Juni 2019

| CD 1 1. Matchbox (Carl Perkins) – 3:11 2. It Don’t Come Easy (Richard Starkey a) – 3:05 3. What Goes On (John Lennon/Paul McCartney/Richard Starkey a) – 2:54 4. Evil Ways (Clarence „Sonny“ Henry) – 4:19 - Gesungen von Gregg Rolie 5. Rosanna (David Paich) – 8:19 - Gesungen von Steve Lukather 6. Pick Up the Pieces (Roger Ball, Malcolm Duncan, Alan Gorrie, Onnie McIntyre, Hamish Stuart, Robbie McIntosh) – 6:40 - Gesungen von Hamish Stuart 7. Down Under (Ron Strykert/Colin Hay) – 4:57 - Gesungen von Colin Hay 8. Boys (Luther Dixon/Wes Farrell) – 2:46 9. Don’t Pass Me By (Richard Starkey a) – 3:32 10. Yellow Submarine (Lennon/McCartney) – 3:06 11. Cut the Cake (Average White Band) – 4:36 - Gesungen von Hamish Stuart 12. Black Magic Woman (Peter Green) – 7:34 - Gesungen von Gregg Rolie | CD 2 1. You’re Sixteen (Sherman Brothers) – 2:43 2. Anthem (Richard Starkey a/Glen Ballard) – 4:08 3. Overkill (Colin Hay) - Gesungen von Colin Hay 4. Africa (David Paich/Steve Porcaro) – 6:34 - Gesungen von Steve Lukather 5. Work to Do (The Isley Brothers) – 5:59 - Gesungen von Hamish Stuart 6. Oye Como Va (Tito Puente) – 5:31 - Gesungen von Gregg Rolie 7. I Wanna Be Your Man (Lennon/McCartney) – 3:06 8. Who Can It Be Now? (Colin Hay) – 4:29 - Gesungen von Colin Hay 9. Hold the Line (David Paich) – 4:01 - Gesungen von Steve Lukather 10. Photograph (George Harrison/Richard Starkey a) – 3:46 11. Act Naturally (Johnny Russell/Voni Morrison) – 2:35 12. Help From My Friends – 6:26 (Medley: With a Little Help from My Friends [Lennon/McCartney] / Give Peace A Chance[Lennon]) |

## Covergestaltung
Das Cover entwarf Mary Susan Oleson. Die Coverfotos wurden von Scott Robert Ritchie aufgenommen. Der CD liegt kein Begleitheft bei. Informationen zum Album wurden auf die CD-Papphülle gedruckt.

## Single-Auskopplungen
- Am 5. Oktober 2022 wurde Matchbox als digitale Single aus dem Album veröffentlicht, wobei das Video der Show auf YouTube veröffentlicht wurde.
- Am 22. November 2022 erschien Don’t Pass Me By als Musikvideo.[1][2]

## Chartplatzierungen
Das Album verfehlte eine Notierung in den offiziellen Albumcharts.

## Sonstiges
Das Album erschien in vier unterschiedlichen Versionen:
- Doppel-CD[3]
- Doppel-CD mit einer Blu-ray[4]
- Blu-ray[5]
- Doppel Vinyl-Album in gelbem Vinyl[6]

## Tourdaten
Quelle:
| 21. März 2019     | Valley Center           | USA    | Harrah’s Resort Southern California             |
| Asien             |                         |        |                                                 |
| 27. März 2019     | Fukuoka                 | Japan  | Fukuoka Sunpalace Hall                          |
| 29. März 2019     | Hiroshima               | Japan  | Ueno Gakuen Hall                                |
| 1. April 2019     | Sendai                  | Japan  | Tokyo Electron Hall Miyagi                      |
| 2. April 2019     | Kōriyama                | Japan  | Shimin Center                                   |
| 3. April 2019     | Tokio                   | Japan  | Hitomi Kinen Kodo                               |
| 5. April 2019     | Tokio                   | Japan  | Tokyo Dome City Hall                            |
| 9. April 2019     | Nagoya                  | Japan  | Zepp Nagoya                                     |
| 10. April 2019    | Osaka                   | Japan  | Archaic Hall                                    |
| 11. April 2019    | Osaka                   | Japan  | Orix Theater                                    |
| Nordamerika       |                         |        |                                                 |
| 1. August 2019    | Windsor, Ontario        | Kanada | Caesars Windsor                                 |
| 3. August 2019    | Highland Park, Illinois | USA    | Ravinia Festival                                |
| 4. August 2019    | Highland Park, Illinois | USA    | Ravinia Festival                                |
| 6. August 2019    | Durham, North Carolina  | USA    | Durham Performing Arts Center                   |
| 7. August 2019    | Nashville, Tennessee    | USA    | Ryman Auditorium                                |
| 8. August 2019    | Nashville, Tennessee    | USA    | Ryman Auditorium                                |
| 10. August 2019   | Vienna, Virginia        | USA    | Wolf Trap National Park for the Performing Arts |
| 11. August 2019   | Vienna, Virginia        | USA    | Wolf Trap National Park for the Performing Arts |
| 13. August 2019   | Roanoke, Virginia       | USA    | Berglund Center Coliseum                        |
| 14. August 2019   | Philadelphia            | USA    | Metropolitan Opera House                        |
| 20. August 2019   | Champaign, Illinois     | USA    | State Farm Center                               |
| 22. August 2019   | Prior Lake, Minnesota   | USA    | Mystic Lake Casino Hotel                        |
| 23. August 2019   | Council Bluffs, Iowa    | USA    | Harrah’s Council Bluffs                         |
| 25. August 2019   | Santa Fe, New Mexico    | USA    | Santa Fe Opera House                            |
| 26. August 2019   | Phoenix, Arizona        | USA    | Celebrity Theatre                               |
| 28. August 2019   | Oakland, California     | USA    | Paramount Theatre                               |
| 30. August 2019   | Lincoln, California     | USA    | Thunder Valley Casino Resort                    |
| 31. August 2019   | Paso Robles, California | USA    | Vina Robles Amphitheatre                        |
| 1. September 2019 | Los Angeles             | USA    | Greek Theatre                                   |